# Melczer-kastély
A Melczer-kastély a Hernád folyó völgyétől keleti irányban, közel az országhatárhoz bújik meg a Zempléni-hegység zöldellő magaslatai között, Kéked község belterületén. A kastély és parkja is a falut (s egyben a hegységet is) átszelő 3719-es útról érhető el.

## A kastély története
A kora középkori idők óta, az írásos forrásokban említett jobbágyfalu területén már állhatott földesúri udvarház, de a jelenlegi épületet csak a XVII. század első évtizedében alapozta meg a Kékedi nemesi család. 
A jelentős birtokkal rendelkező Kékedi középnemesi família akkoriban divatosnak számító reneszánsz várkastélyt emeltetett, vagyis elsősorban már a kényelmi szempontokat helyezte előtérbe. Erre a nagyméretű, de cserépkályhákkal jól befűthető és nagyobb ablakokkal világossá varázsolt lakószobák szolgáltak, míg a földesúr gazdagságát a külső homlokzatok sgraffitós vakolatdíszei és a felső fecskefarkas pártázat motívumai hirdették.
Természetesen a korszak rossz közbiztonsága megkövetelte a külső védőművek kialakítását is. Az épület sarkait kerek tornyok tagolták, valamint a várkastély udvarát magas lőréses kőfal védelmezte. A legkülső védelmi övezetet egy mély vizesárok jelentette, melyen felvonóhíd ívelt át. Az először felhúzott északi épületszárnyat a későbbi évtizedekben, déli irányban kibővítették egy nagyobb méretű lakótömbbel, amit szögletes olaszbástyákkal oltalmaztak. 
Ennek ellenére sem számított a jelentősebb ellenálló erejű helyek közé. 1658-ban elhunyt Kékedi Balázs, akinek egyetlen leánya Katalin, az elmagyarosodott eperjesi szász kereskedő család, a Melczerek egyik férfi tagjához ment nőül. A Thököly-féle háború során a kurucok kifosztották a várkastély termeit. A fékezhetetlen harcosok mindent elvittek, ami mozdítható volt, a pincében megitták a bort, majd elhajtották a falubeli lakosság jószágállományát is. A háborús pusztításokat sokáig nem tudták helyreállítani, még egy 1708-as feljegyzés szerint is az egykor szebb napokat látott épület „puszta és rongyos”.
1772-ben Melczer Pál elzálogosította tulajdonrészét Ferenc nevű unokaöccse özvegyének. Miután sikerült elegendő pénzt összegyűjtenie földesurának, megkezdődtek az omladozó épületszárnyak helyreállítási munkálatai. Homlokzatát 1863-ban a romantika stílusjegyei szerint átalakították, de alapfalaiban megőrizte az eredeti várkastély elrendezését.
1979-ben történt meg régészeti kutatása és műemlékvédelmi helyreállítása.

## Képgaléria

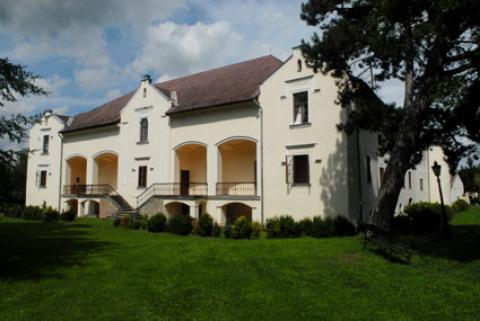
A Melczer-kastély
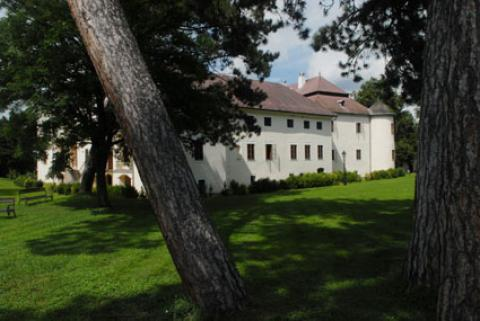
A kastély parkja